# Lint (materiál)
Výraz lint pochází pravděpodobně z latinského linum (= len).
Lint (ve smyslu materiál) se překládá do češtiny jako cupanina, odletky, prach. 
V jiných jazycích může lint znamenat také:
- chmýří
- prachové peří, které se získávalo škrabáním ze lněné tkaniny s použitím na medicínské obvazy
- vlákna na semenu bavlny[4]
- chloupky kolem pupíku
- chloupky odřené při použití oděvů (např. v kapsách)[5]
- vlákna vyzrněné bavlny (v americké angličtině)[6]

## Výraz lint v odlišných významech
je známý např. jako tools k odstranění problémů se softwarem, vedení v mikroprocesorech na X86, železniční vozidla, název obce v Belgii a v Rumunsku aj.

## Příklady lintu

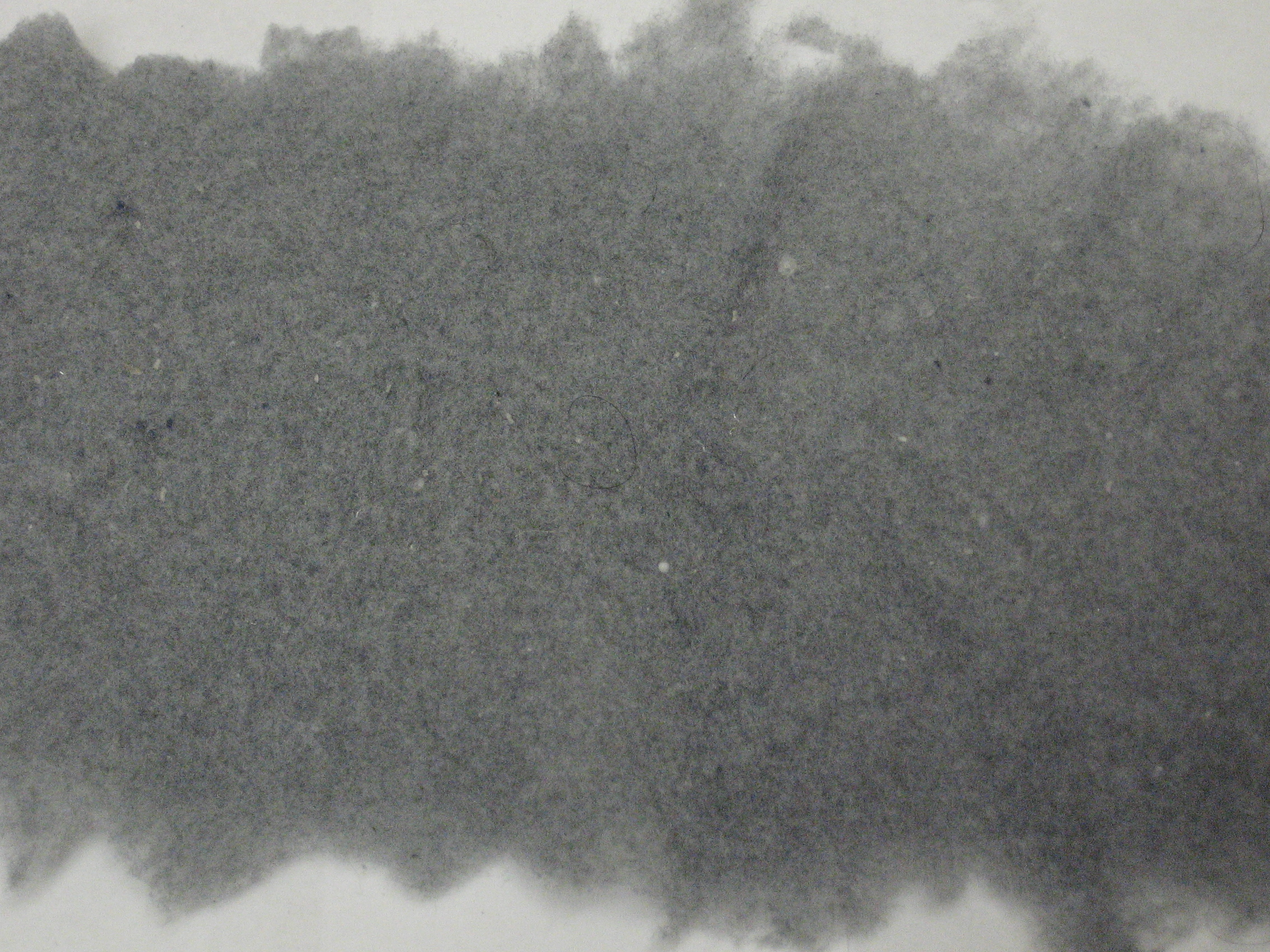
Suchá cupanina z odletků
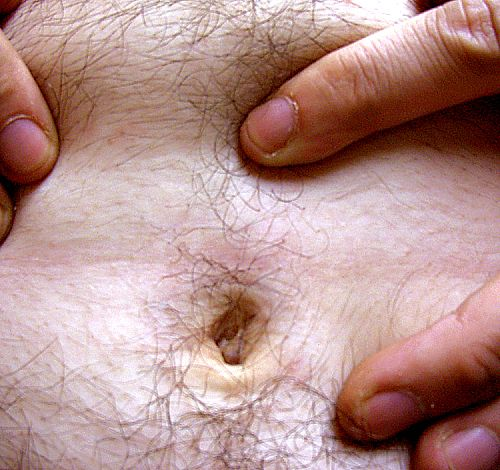
Chloupky kolem pupíku
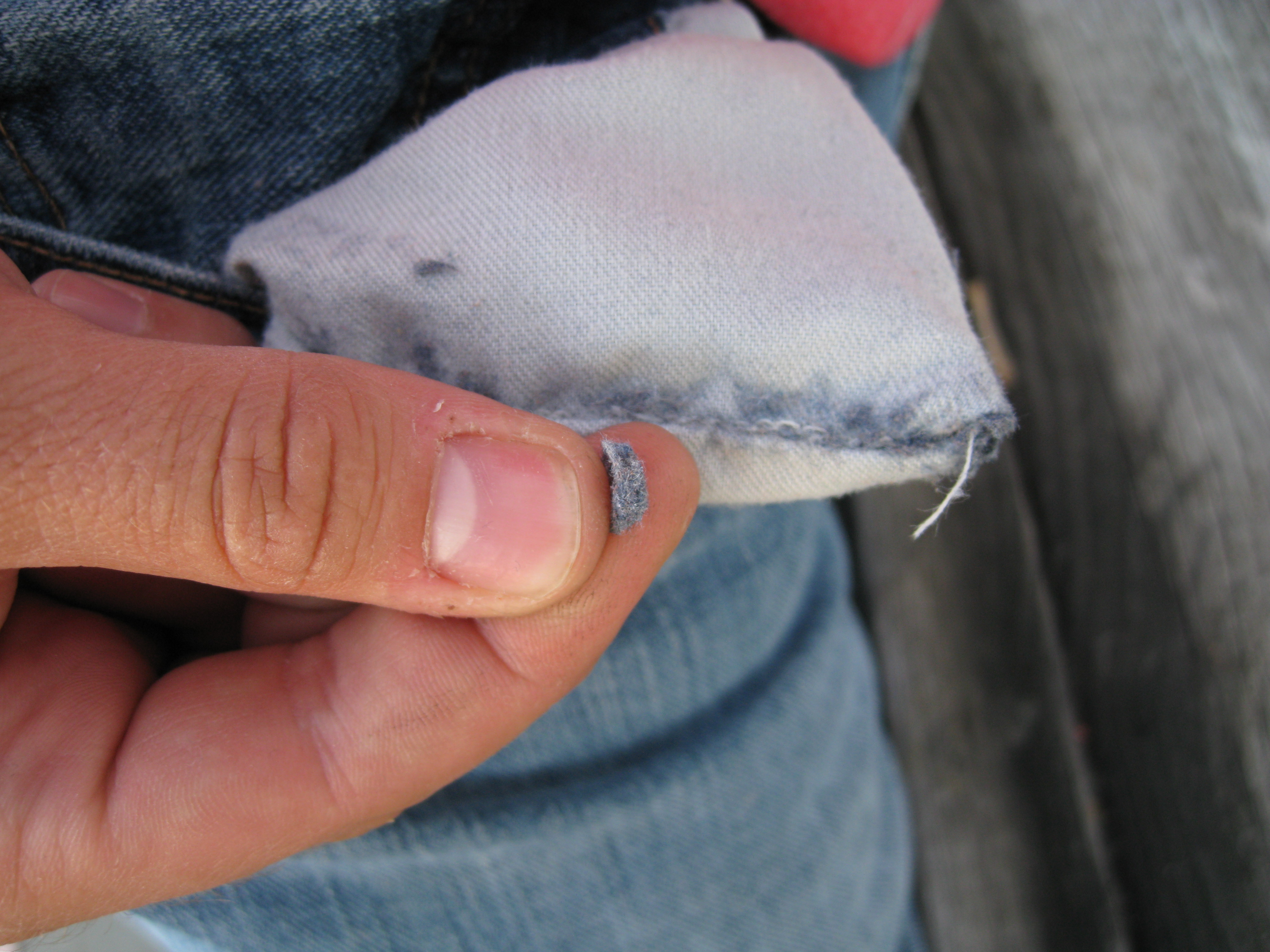
Chloupky odřené z plošné textilie
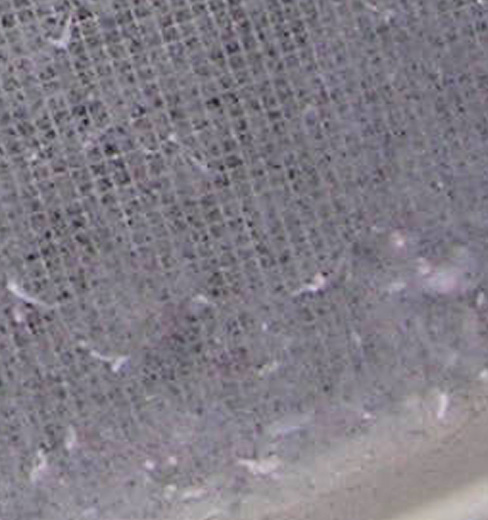
Záchytné síto na vláknové odletky
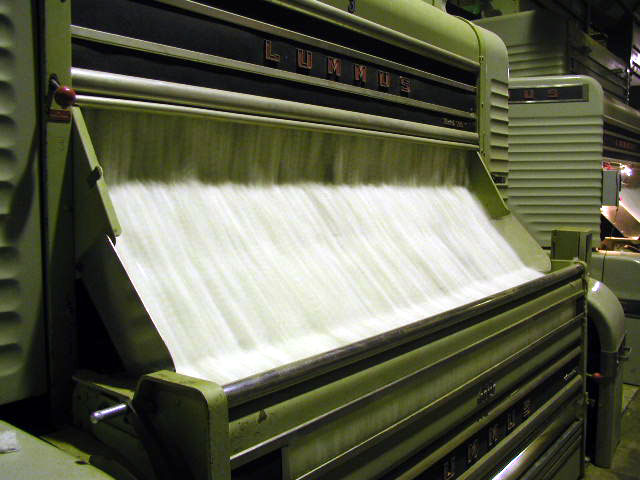
Lint na vyzrňovacím stroji
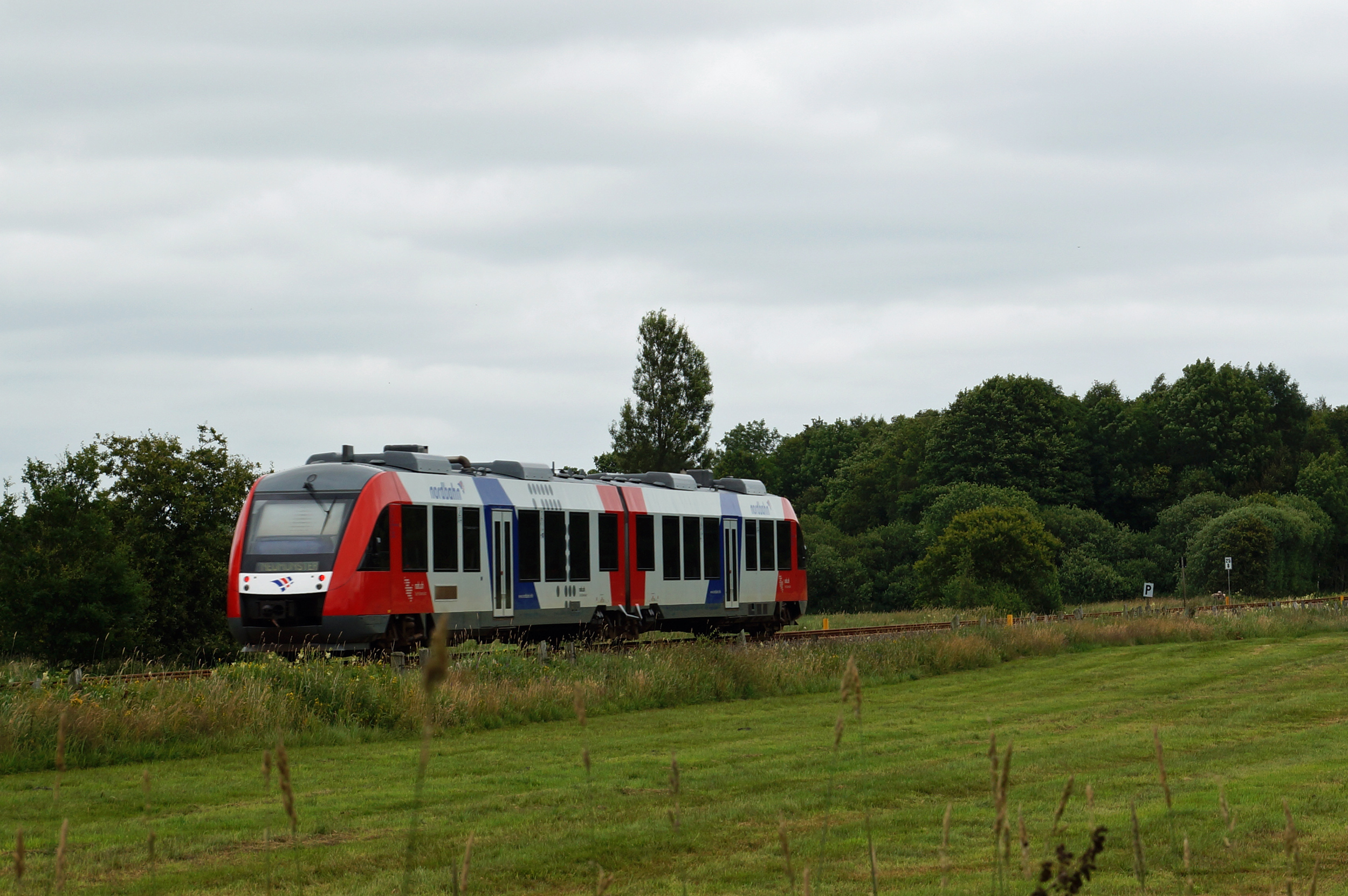
Železniční vůz LINT 41 německé společnosti Nordbahn